# José Deeke
José Deeke (Blumenau, 12 de maio de 1875 – Blumenau, 24 de agosto de 1931) foi um agrimensor e cartógrafo brasileiro.
Filho de  Friedrich Deeke e Christiane Krohberger Deeke, ambos emigrados da Alemanha no início da colonização de Blumenau. Casou-se com Emma Deeke, sendo em sua memória denominado o município catarinense de Dona Emma, e com ela gerou o político Hercílio Deeke.
Sua obra mais conhecida, Die Kolonie Hammonia, contém dados históricos e estatísticos da Colônia Hammonia (atual município de Ibirama) até o ano de 1922.
No Livro de Memórias em Comemoração dos 100 Anos da Imigração Alemã no Estado de Santa Catarina, tradução da obra Gedenkbuch zur Jahrhundertfeier deutscher Einwanderung im Staate Santa Catharina, editado originalmente em Florianópolis no ano de 1929, comemorando o centenário da imigração alemã, José Deeke contribuiu com diversos artigos.
Publicou um mapa de Blumenau em 1900. É também de sua autoria um mapa de Blumenau e municípios vizinhos.

## Obras
- Das Munizip Blumenau und seine Entwicklungsgeschichte. São Leopoldo: Verlag Rotermund, 1917.
- Die Hanseatischen Kolonien im Staate Santa Catharina. Hanseatische Kolonisations Gesellschaft, Hammonia. Blumenau, Typographia Baumgarten. 1920.
- Die österreiche Siedlung Dreizehnlinden in Brasilien. Linz, Verlag des Kath. Presseverein. S/d.